# Золотий гудзик
«Золотий гудзик» — радянський короткометражний художній фільм 1986 року, в складі кіноальманаху «Винятки без правил», знятого за оповіданнями Михайла Мішина. У кіноальманах також входять фільми:  Скріпки і  Екскурсант.

## Сюжет
Доведена до абсурду ситуація в житті людини, яка звикла ставити свої інтереси понад усе. Нероба і ледащо Спіркін одного разу на роботі виявляє пропажу улюбленого золотого гудзика з написом «per aspera ad astra». Це призводить до неймовірних наслідків — терміни виконання робіт для переходу до чергового етапу пошуку гудзика у багато разів (у порівнянні з твердженнями фахівців) ним скорочуються. Риття землі, прибирання металобрухту, споруда залізничного моста й іншого — все це робилося у багато разів швидше, оскільки це було потрібно головному герою, який шукав свій десь загублений гудзик і йде потім за ним «по сліду». Його навіть не зупинила інформація про те, що його відправили в космос, до Альфи Центавра.
Фільм демонструє різницю у ставленні до роботи «на благо суспільства» і на своє власне благо: як вирішуються питання і проблеми, коли справа доходить до особистого. Нічого не роблячи на службі, Спіркін у цей же час проявляє дива енергії і працьовитості в пошуках свого гудзика.

## У ролях
- Семен Морозов —  Спіркін
- Володимир Богданов —  робітник
- Анатолій Равикович —  начальник таксомоторного парку
- Валерій Кравченко —  начальник на звалищі металобрухту
- Анатолій Рудаков —  робітник
- Євген Артем'єв — епізод
- Тетяна Баркова — епізод
- Павло Первушин — епізод

## Знімальна група
- Автор сценарію:  Михайло Мішин
- Режисер:  Олександр Рогожкін
- Оператор: Валерій Мартинов
- Художник:  Марксен Гаухман-Свердлов
- Композитор:  Альгірдас Паулавічюс
- Звук: Леонід Ізаков